# 京急蒲田站
京急蒲田站（日语：／ Keikyū-kamata eki */?）是位於日本東京都大田區蒲田，屬於京濱急行電鐵的鐵路車站。車站編號是KK11。

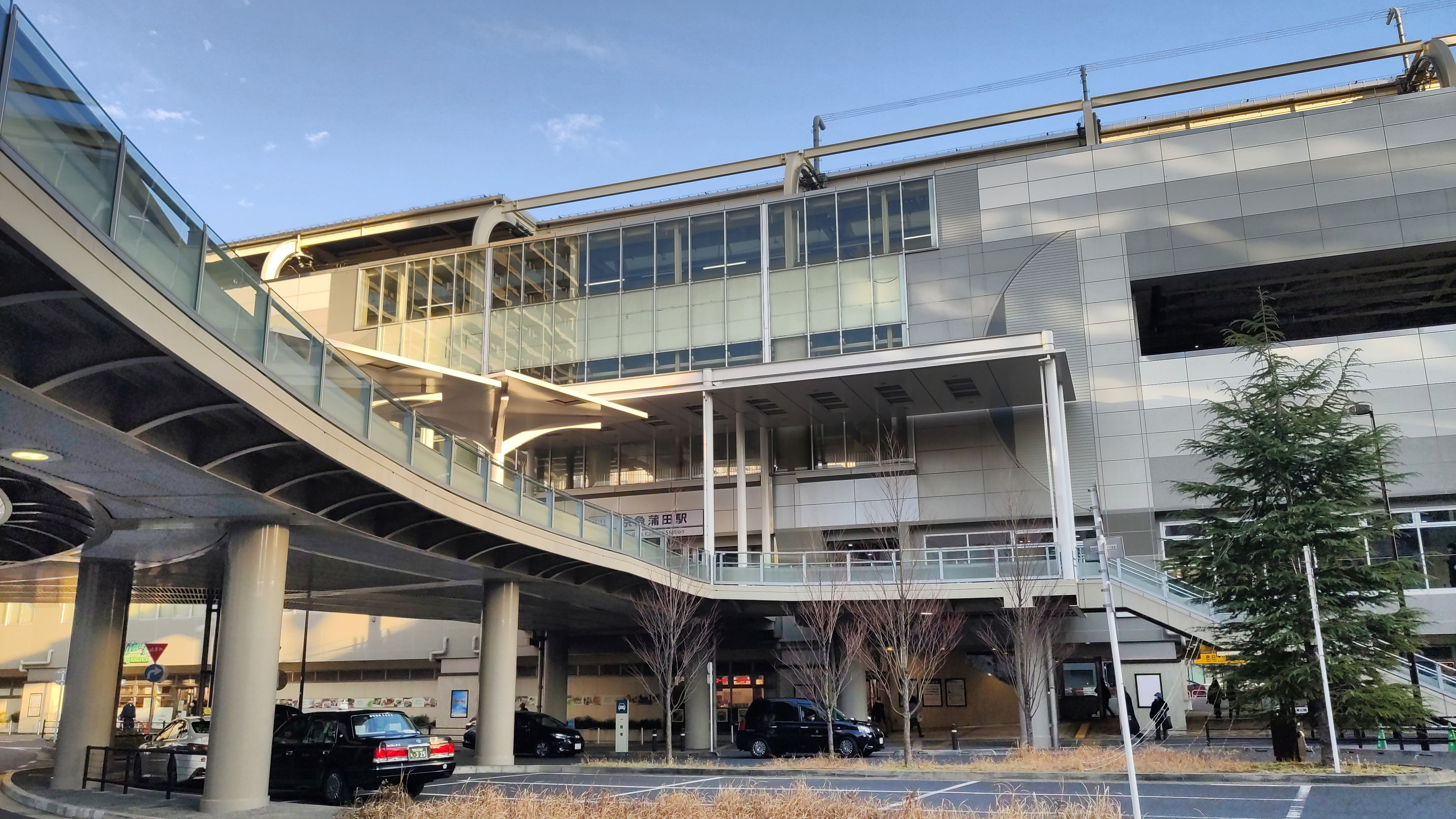
西口（2022年1月）

## 历史
- 1901年（明治34年）2月1日 - 車站啟用，原名蒲田。（當時還沒有現在的JR蒲田站）
- 1925年（大正14年）11月 - 改名為京濱蒲田。
- 1987年（昭和62年）6月1日 - 再改名為京急蒲田[2]。
- 1993年（平成5年）4月1日 - 機場線羽田站（現天空橋站）開業，1號線月台改為雙向停靠。
- 1995年（平成7年）7月24日 - 本線用月台延長為12輛長度。同時平日早晨通勤快特與傍晚下行快特臨時班次停靠本站。
- 1998年（平成10年）11月18日 - 由於機場線羽田機場站延伸路段開業，開始運行機場快特、機場特急。同時成為快特停靠站。
- 1999年（平成11年）7月31日 - 橫濱方向來往羽田機場的直通列車開始運行。一開始使用梅屋敷方向的橫渡線作調頭行駛。同時廢止機場特急，與機場快特整合。本站 - 新逗子間的急行也隨之廢止。
- 2001年（平成13年）1月 - 高架化工程開始。數月後東口移到臨時的橋上站舍。
- 2002年（平成14年）10月12日 - 機場線線路與本線下行線連結的連絡線啟用，橫濱方向往羽田機場的直通列車正式運行。
- 2005年（平成17年）10月2日 - 機場線用的1號月台移到臨時線。
- 2006年（平成18年）11月25日 - 本線用2號月台移到臨時線。
- 2007年（平成19年）12月2日 - 本線用3號月台移到臨時線。同時、成為高架化工程的障礙的跨線橋及臨時的橋上站房東口檢票機移到地下。
- 2008年（平成20年）
  - 2月24日 - 西口檢票口移到北側。
  - 12月11日 - 導入車站音樂。
- 2010年 (平成22年) 5月16日 - 高架化上行月台啟用。增設機場急行（原有急行運用），機場快特列車不停本站[3]。本站 - 新逗子間睽違11年恢復急行班次。
- 2012年（平成24年）10月21日 - 下行線高架化[4]。
- 2015年（平成27年）12月11日 - 車站西口整備站前廣場與行人空中地盤。同時車站高架下開設商業設施「Wing Kitchen京急蒲田」[5]。
- 2019年 （平成31年・令和元年）
  - 4月21日 - 1、4月台啟用半高式月台門。
  - 8月9日 - 3、6月台啟用半高式月台門。

## 可搭乘的鐵道路線
- 京濱急行電鐵
  - 本線
  - 機場線

## 車站結構
本站是島式月台2面6線的高架車站，也是京急本線與機場線的分岔點。1樓為驗票口，2樓為上行月台（4-6號月台），3樓為下行月台（1-3號月台），屬三層結構。2樓與3樓為上下重疊的相同形狀月台。
機場線從1號與4號線分出，1號線停靠品川方向往羽田機場與羽田機場往橫濱方向的車次，4號線停靠橫濱方向往羽田機場與羽田機場往品川方向的車次。從分岐點至糀谷站前的剪式橫渡線之間為單線並列形式。
3號線、6號線月台的橫濱側缺口是2號線、5號線月台。2號線、5號線月台外側是往3號線、6號線的通過線，可進行緩急接續（待避）。由於此構造，列車進入2號線時須通過3號線，5號線發車後須通過6號線。同時月台長度可對應18輛編組。而本站的自動廣播僅使用大原沙耶香擔任配音的進站預告。

### 月台配置
| 月台 | 路線   | 方向 | 目的地                   | 備註             |
| ---- | ------ | ---- | ------------------------ | ---------------- |
| 1    | 機場線 | -    | 羽田機場方向             | 品川開出         |
| 1    | 本線   | 下行 | 橫濱方向                 | 機場線開出的列車 |
| 2    | 本線   | 下行 | 橫濱、三浦海岸方向       | 待避線           |
| 3    | 本線   | 下行 | 橫濱、三浦海岸方向       |                  |
| 4    | 機場線 | -    | 羽田機場方向             | 橫濱開出         |
| 4    | 本線   | 上行 | 品川方向                 | 機場線開出的列車 |
| 5    | 本線   | 上行 | 品川方向                 | 待避線           |
| 6    | 本線   | 上行 | 品川、新橋、成田機場方向 |                  |

- 午間運行的品川 - 本站普通列車，在停靠2號線後會回送至鄰接京急川崎站的折返線。折返後再回送至本站5號線進行載客服務發往品川。

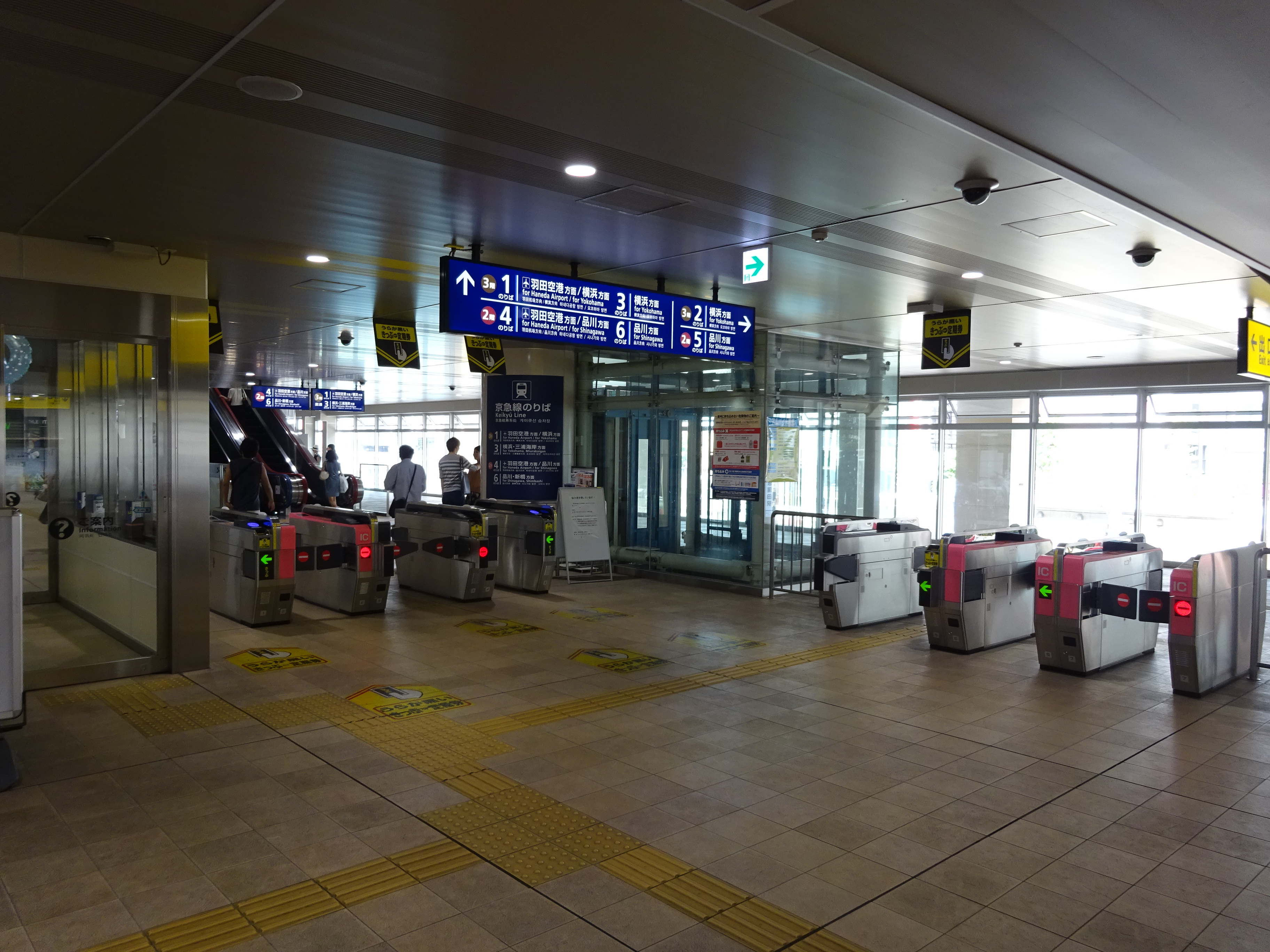
驗票口（2016年8月）
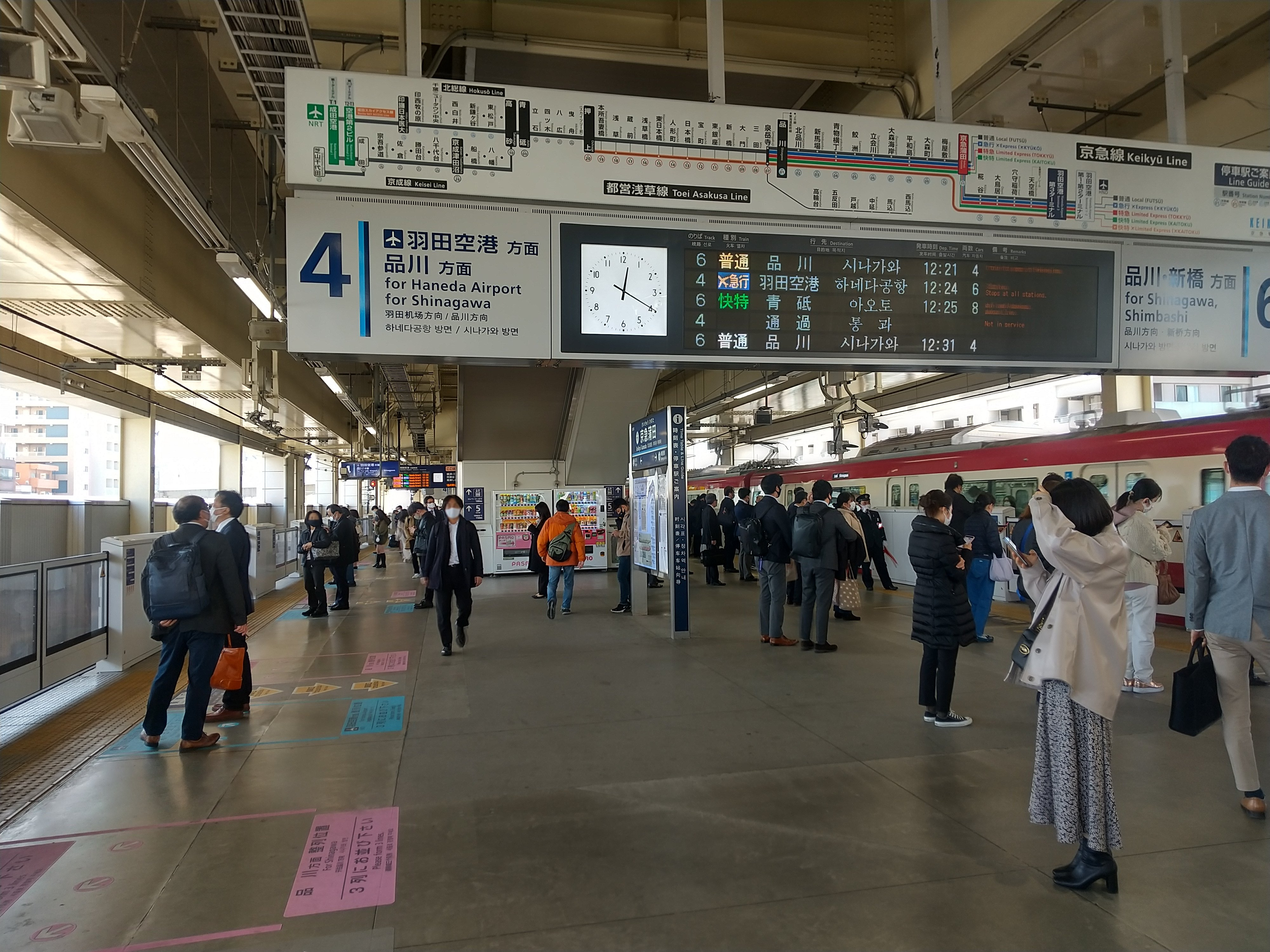
2樓月台（2021年3月）
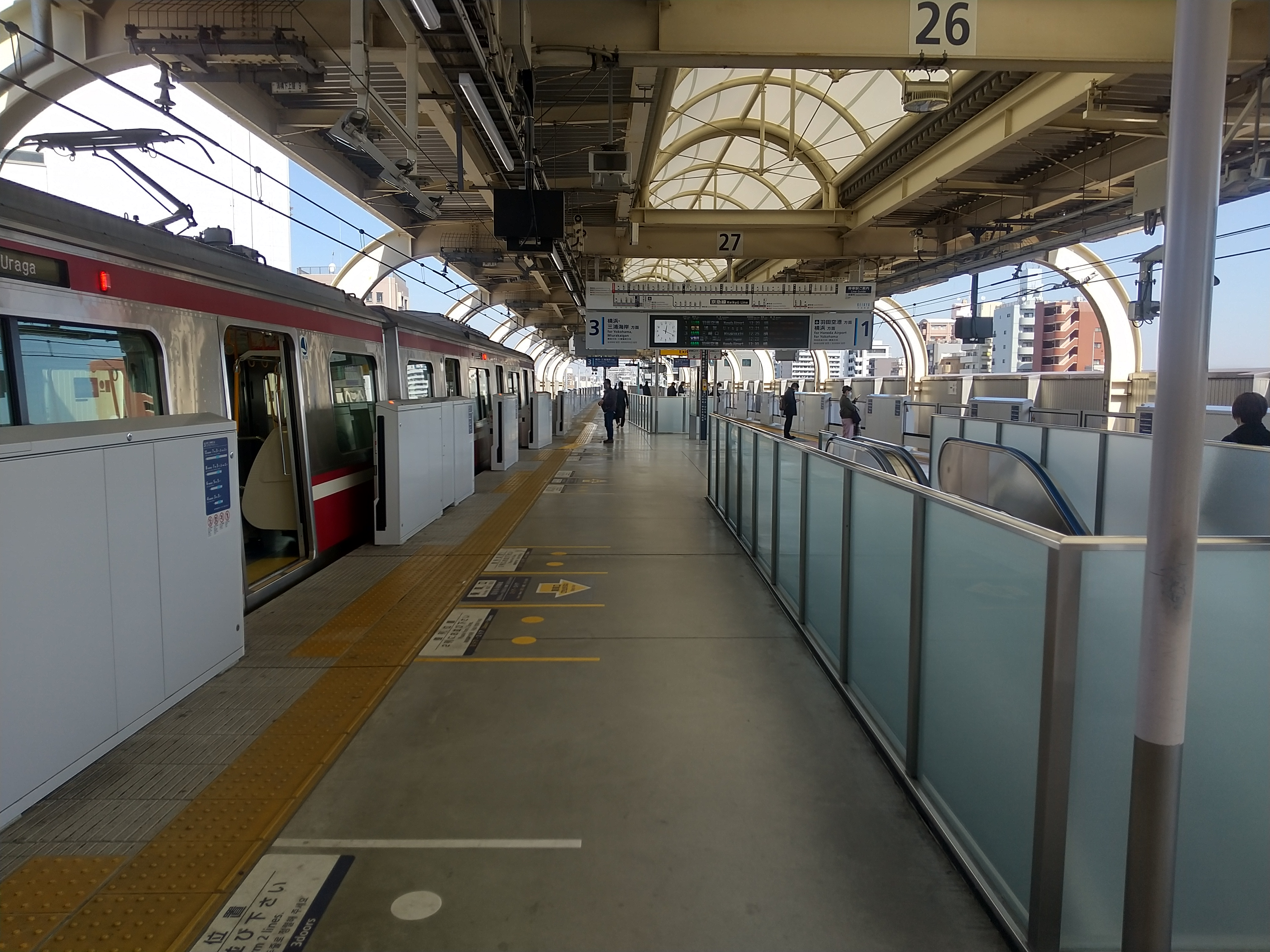
3樓月台（2021年3月）
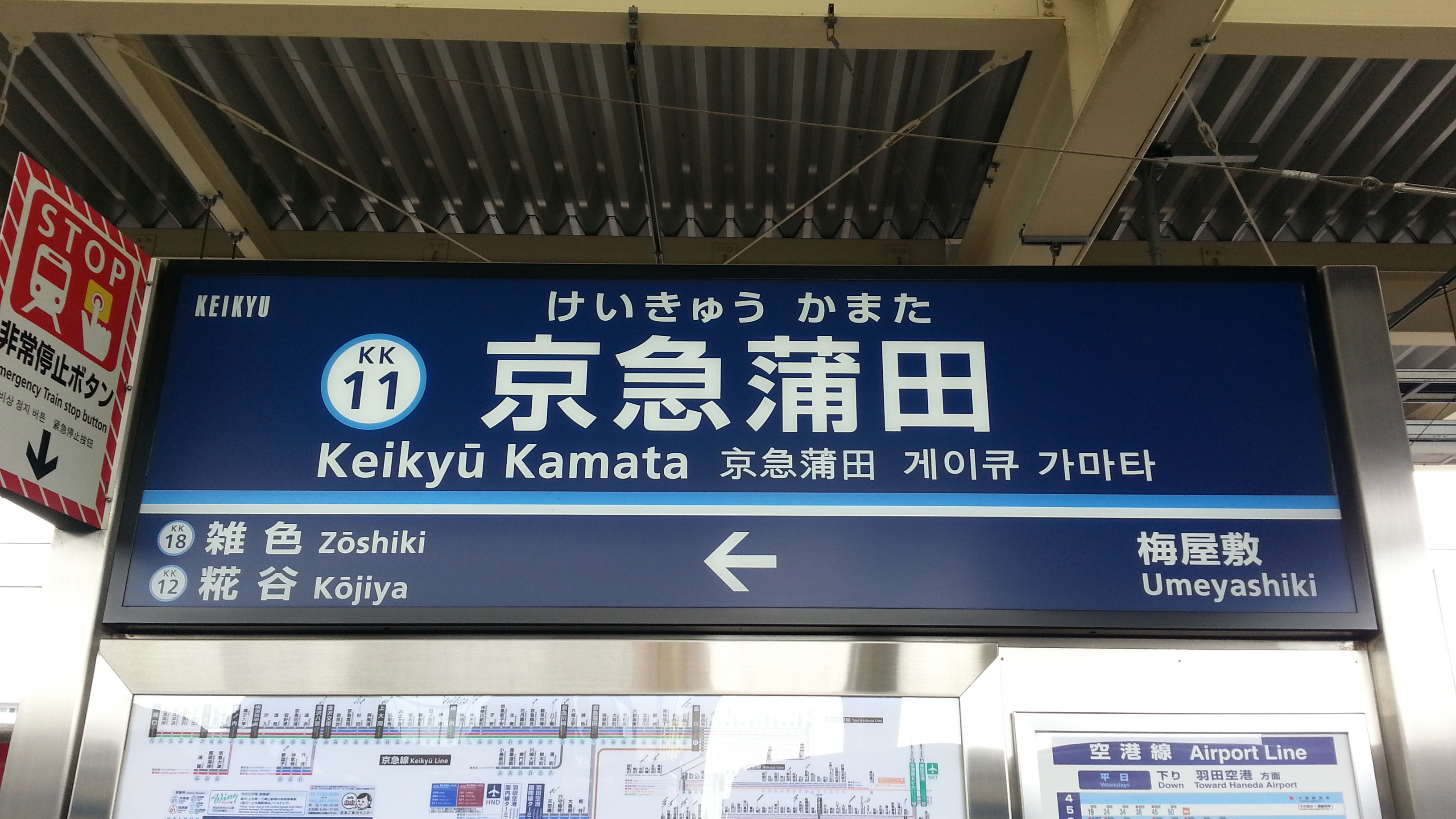
站名標示（2021年1月）

### 進站音樂
2008年12月11日起，本站選擇成員包含大田區出身的鈴木雅之、桑野信義的音樂團體RATS & STAR樂曲《夢で逢えたら》作為進站音樂，同時變更通過列車接近時的警告音音程。

### 站內配線、信號設備等
| 運行線編號 | 營業線編號 | 月台     | 本線浦賀方向 | 本線品川、泉岳寺方向 | 機場線羽田機場方向 | 備註 |
| ---------- | ---------- | -------- | ------------ | -------------------- | ------------------ | ---- |
| 1          | 1          | 8輛編組  | 可出站       | 可入站               | 可出入             |      |
| 2          | 2          | 6輛編組  | 可出站       | 可入站               | 不可               |      |
| 3          | 3          | 12輛編組 | 可出站       | 可入站               | 不可               |      |
| 4          | 4          | 8輛編組  | 可入站       | 可出站               | 可出入             |      |
| 5          | 5          | 6輛編組  | 可入站       | 可出站               | 不可               |      |
| 6          | 6          | 12輛編組 | 可入站       | 可出站               | 不可               |      |

### 過去的車站構造

#### 2012年10月20日以前的構造
2010年5月16日至2012年10月20日，當時本站為島式月台2面4線的高架車站（部分地面）。上行線為高架，下行線則維持在地面。
在地面車站時代，各月台之間設有天橋連通，後因交通立體化（後述），東西兩方的剪票口與月台之間改設地下道連通。現在的站房設有電梯來往各月台與大廳層。東口過去在分岐點附近設有站房，在交通立體化工程進行時暫時移至天橋上，現在移至地下通道內。轉乘通道設於雜色、糀谷方向。過去曾設有電扶梯。
在全面高架化以前，以下地點設有無障礙設施。
- 電扶梯：中2層 - 上行月台
- 電梯：（付費區內）東口大廳 - 下行月台、東口大廳 - 西口付費區大廳（舊3號線） - 上行月台／（付費區外）東口專用出入口 - 東口大廳
- 多功能廁所：下行月台雜色、糀谷側

機場線與國道15號（第一京濱）交會處有京急蒲田（空）第1平交道（23.3公尺）。分岐路段的彎道在1986年以前為半徑60公尺，同年800形啟用時改為半徑80公尺。
月台
| 編號 | 路線                       | 目的地                     |
| ---- | -------------------------- | -------------------------- |
| 1    | 機場線（本線品川方向出發） | 羽田機場方向               |
| 1    | 本線（機場線出發）         | 橫濱方向                   |
| 2    | 本線                       | 京急川崎、橫濱、三崎口方向 |
| 4    | 空港線（本線橫濱方向出發） | 羽田機場方向               |
| 4    | 本線（機場線出發）         | 品川方向                   |
| 6    | 本線                       | 品川、成田機場方向         |

- 3號線、5號線當時為缺號。5號線（上行待避線）在臨時高架啟用開始時是覆蓋原有線路作為六號線月台的一部份使用。2012年7月29日起，列車的停車位置往品川側移動約5輛車輛長度，開始建造5號線月台。
- 隨著上行月台高架化，橫濱方向往羽田機場的列車在大鳥居站以前與羽田機場往品川方向列車行駛相同線路。
- 各月台在過去設有顯示列車種別的列車進站資訊顯示器，1998年11月18日機場線羽田機場站開業起新設大型列車資訊顯示器。
- 東口剪票口前設有顯示列車發車時間的大型液晶螢幕。
- 隨著上行月台高架化，階梯與通道加上各線路的顏色。1號線為藍色、2號線為綠色、4號線為水藍色、6號線為紅色。
- 2010年秋季起，新設列車資訊顯示器顯示往羽田機場列車的發車月台。
- 上行月台隨著高架化更新站名標與方向標示。其他月台與大廳仍維持原設計。

#### 2010年5月15日以前的構造

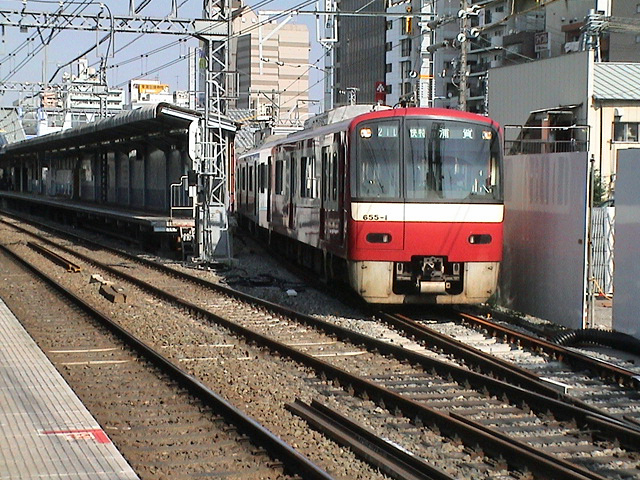
高架化前的1號線列車（2002年10月）

2010年5月15日以前，本站是島式月台2面3線地面車站。
月台
| 編號 | 路線   | 目的地                         |
| ---- | ------ | ------------------------------ |
| 1    | 機場線 | 羽田機場方向                   |
| 1    | 本線   | 品川、新橋、淺草方面、橫濱方向 |
| 2    | 本線   | 京急川崎、橫濱、三崎口方向     |
| 3    | 本線   | 品川、新橋、淺草方向           |

- 原先1號線僅連結機場線與本線品川方向。橫濱方向往羽田機場的快特、特急在1999年7月31日至2002年10月11日之間，在停靠3號線（當時）後，利用梅屋敷側的轉轍器轉線進入1號線月台開往羽田機場。當時僅有早晨有班次。
- 之後，2002年4月，以前下行本線品川方向往機場線的1號線月台在浦賀側設置轉轍器，除了機場線，也可連通下行本線浦賀方向[9]。另也新設橫濱方向往機場線使用、位於上行本線浦賀方向往1號線月台的橫渡線，同年10月12日啟用，尖峰時刻與午間時段可運行橫濱方向往機場線的直通運轉車次。

### 高架化

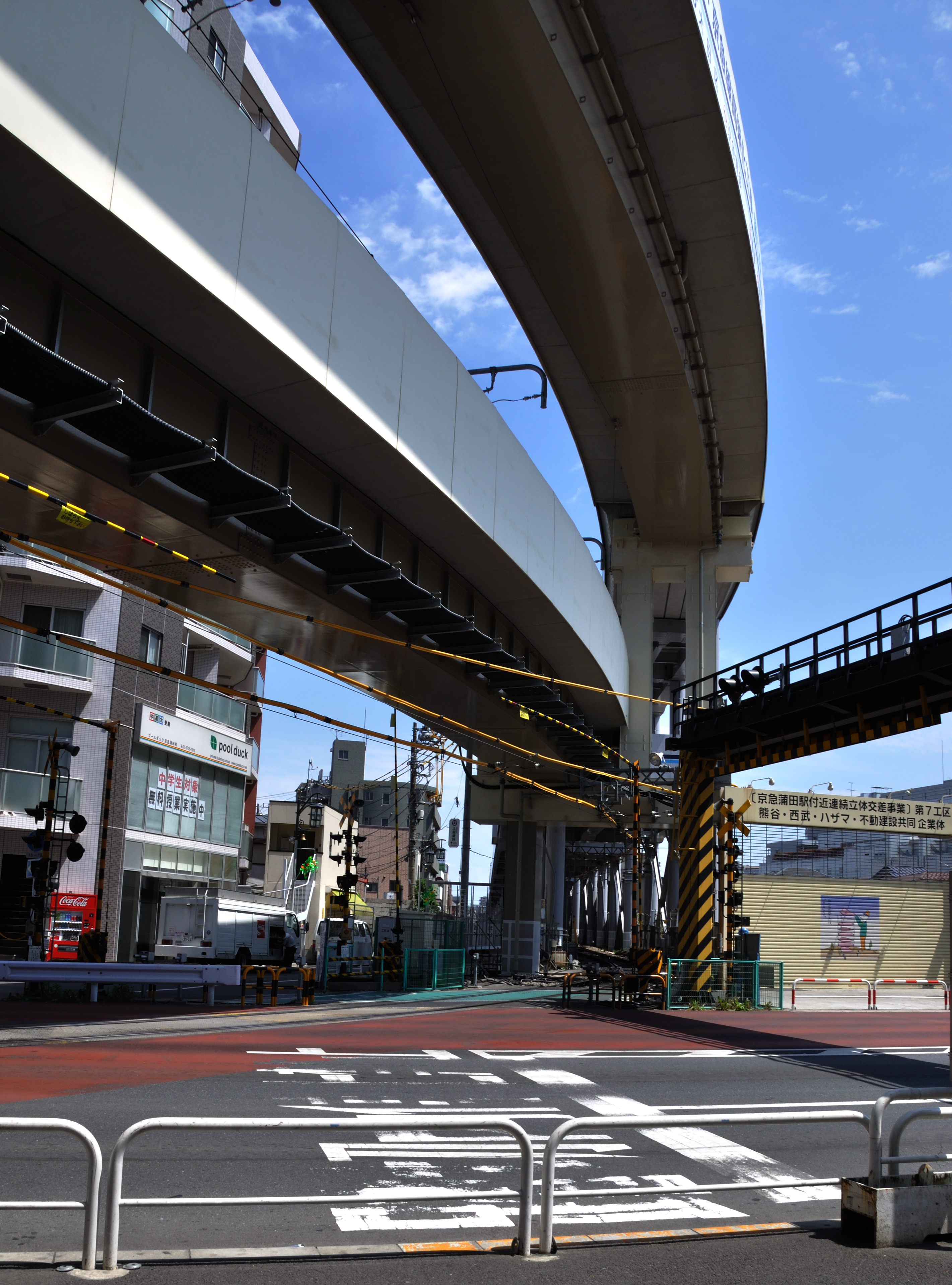
京急蒲田高架，羽田机场方向

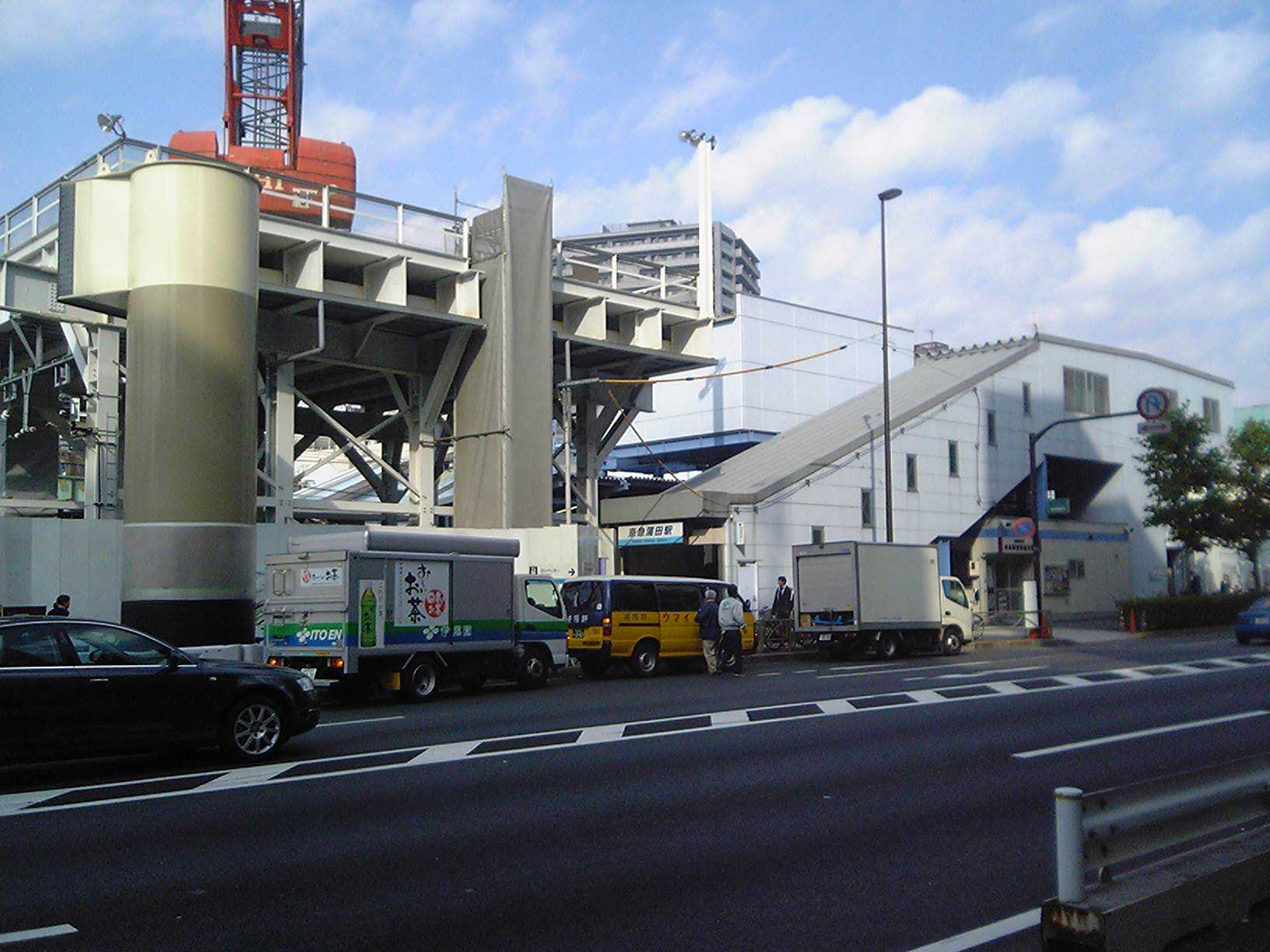
東口臨時站房（2005年11月）

本站的上行本線浦賀、三崎口方向轉入機場線以及機場線轉入上行本線的線路，與下行本線為平面交會構造。1號線過去長期以來為機場線專用月台，但在1993年4月1日機場線延伸至羽田站（現天空橋站）起，開始行駛本線品川方向直通列車，該月台成為兩方向停車月台。
1998年11月18日羽田機場站開業後，提高了機場線的運量，本站構造除了成為本線列車班表的瓶頸外，本線與機場線過密的聯絡班表也需要動用3線消化。此外，鄰接本站的東京都道311號環狀八號線（環八通）與第一京濱皆是都內著名的高流量道路，因此此地兩座鐵路平交道時常造成交通堵塞，並被國土交通省列為瓶頸平交道（又稱「打不開的平交道」）。
而每年1月3日的箱根驛傳，因賽程因素需修改班表以縮短平交道關閉時間。變更內容包括羽田機場部分起訖列車的起終點改為京急川崎站，部分橫濱方向來往羽田機場列車的起終點改為品川站。
為了解決諸多問題，2000年起以本站為中心進行本線4.7公里（平和島 - 六鄉土手間）與機場線1.3公里（京急蒲田 - 大鳥居間）合計6公里的交通立體化（高架化）工程，本站也配合進行站房改建與線路移動工程。
本工程由獲得國土交通省鐵道車站綜合改善事業補助、大田區出資的第三部門蒲田開發事業株式會社擔任擁有車站相關設施的事業主體，並委託京急執行。施工以京急建設與鹿島建設為主體進行，2010年5月完成部分高架化，2012年10月完成全面高架化。
- 1號線接續橫濱方向（前述）與1號線月台往東移動一條線路。之後2號線月台也往東移動一條線路。接著，3號線月台也往東移動一條線路，同時原在地面的站房改建為跨站式站房，站內連通道改為地下通道。2樓的上行月台在2010年5月16日完成，但雜色側的待避線預定地有部分作為臨時月台使用。
- 高架化前的2008年5月，上行線的環八通平交道先行建設臨時高架橋以舒緩交通堵塞。該臨時高架橋在上行高架化完成後重建，2010年9月26日起改由下行臨時本線使用，正式廢止環八通平交道。從此本站 - 雜色間部分區段僅開放右側通行。2012年10月21日下行高架化完成，撤除臨時高架橋，左側恢復通行。
- 高架化工程後仍持續使用部分臨時電梯與階梯。

高架化工程完成後，本線月台的雜色側設置缺口式的待避月台，形成2面6線、普通列車可待避的車站構造。除了因高架化工程取得的東口巴士乘車處用地外，第一京濱上的蒲田第一平交道也隨之廢除，箱根驛傳舉行時的時刻表變更措施也在2013年結束。機場線的急彎半徑也從半徑80公尺改為100公尺。
本站導覽看板有部分文字使用佐藤修悅的修悅體。
本高架化工程入選好設計獎。

## 使用情況
2015年度一日平均上下車人次為53,397人。近年一日平均上下、上車人次變化如下表。
| 年度               | 一日平均 上下車人次 | 一日平均 上車人次 | 一日平均 上車人次 | 來源   |
| 年度               | 一日平均 上下車人次 | 本線              | 機場線            | 來源   |
| ------------------ | ------------------- | ----------------- | ----------------- | ------ |
| 1990年（平成02年） |                     | 19,570            | 3,041             | [ 15 ] |
| 1991年（平成03年） |                     | 20,123            | 3,189             | [ 16 ] |
| 1992年（平成04年） |                     | 19,888            | 3,142             | [ 17 ] |
| 1993年（平成05年） |                     | 19,523            | 3,326             | [ 18 ] |
| 1994年（平成06年） |                     | 18,915            | 3,441             | [ 19 ] |
| 1995年（平成07年） |                     | 18,137            | 3,336             | [ 20 ] |
| 1996年（平成08年） |                     | 17,855            | 3,222             | [ 21 ] |
| 1997年（平成09年） |                     | 17,334            | 3,173             | [ 22 ] |
| 1998年（平成10年） |                     | 17,389            | 3,195             | [ 23 ] |
| 1999年（平成11年） |                     | 21,320            | 21,320            | [ 24 ] |
| 2000年（平成12年） |                     | 21,611            | 21,611            | [ 25 ] |
| 2001年（平成13年） |                     | 21,852            | 21,852            | [ 26 ] |
| 2002年（平成14年） |                     | 21,638            | 21,638            | [ 27 ] |
| 2003年（平成15年） | 43,972              | 21,792            | 21,792            | [ 28 ] |
| 2004年（平成16年） | 44,682              | 21,904            | 21,904            | [ 29 ] |
| 2005年（平成17年） | 45,428              | 22,307            | 22,307            | [ 30 ] |
| 2006年（平成18年） | 46,934              | 22,830            | 22,830            | [ 31 ] |
| 2007年（平成19年） | 48,937              | 24,156            | 24,156            | [ 32 ] |
| 2008年（平成20年） | 49,193              | 24,515            | 24,515            | [ 33 ] |
| 2009年（平成21年） | 47,921              | 23,915            | 23,915            | [ 34 ] |
| 2010年（平成22年） | 47,313              | 23,616            | 23,616            | [ 35 ] |
| 2011年（平成23年） | 46,564              | 23,186            | 23,186            | [ 36 ] |
| 2012年（平成24年） | 47,473              | 23,718            | 23,718            | [ 37 ] |
| 2013年（平成25年） | 49,477              | 24,805            | 24,805            | [ 38 ] |
| 2014年（平成26年） | 50,948              | 25,580            | 25,580            | [ 39 ] |
| 2015年（平成27年） | 53,397              | 26,821            | 26,821            | [ 40 ] |
| 2016年（平成28年） | 58,396              | 29,252            | 29,252            | [ 41 ] |
| 2017年（平成29年） | 67,146              | 30,929            | 30,929            | [ 42 ] |

## 機場快特通過反對運動
1998年（平成10年）11月18日開始運行並停靠本站的機場快特在2010年（平成22年）5月16日實施的時刻表中取消停靠本站。對此，負擔部分高架化費用的大田區對此表達反對。
鐵道記者杉山淳一表示，高架化是以改善道路交通為主要目的，大田區因高架化消除了國道15號的平交道堵塞、改善緊急車輛的通行等，提升了區民的安全性，因此大田區對於機場快特通過的批評是「失焦」、「誤解了獲得的好處」。
另一方面，大田區對於「自發性的從區稅中拿出200億日圓，一同合作取得周邊居民諒解以換得工程的順利進行，然而現在取消停靠京急蒲田站卻未事先告知」表示不滿。在改點前的2010年5月15日，包括區長、區議會、町會聯合會、商店街聯合會、國會議員在內，大量區民湧入大田區產業廣場參與「京急蒲田站通過反對區民大會」。在會議中，大田區長松原忠義表示「取消停靠京急蒲田站將取消高架化工程的合作」、「別無選擇」。
對此，時任東京都知事石原慎太郎不滿大田區的反應，但遭到大田區議會議員永井敬臣（自民黨）以石原在眾院議員時代屬舊東京2區選區反問「石原也是大田區民吧？那麼（你）就騎自行車到羽田機場」。
之後，2012年（平成24年）10月21日改點起，將1小時機場快特3班、急行3班變更為1小時機場快特1.5班、快特4.5班，機場快特維持不停本站，但增加本站停靠列車。

## 車站周邊
做為大田區的中心，機能與商業設施集中於蒲田站周邊，部分設施鄰近本站。西側有蒲田站東口延伸的拱廊型商店街與小規模商店街，東側有小規模商店街。本站周邊中型大樓林立，自交通立體化工程開始約10年間，中、高層公寓大樓陸續興起。西口周邊有站前廣場與廣域再開發計畫。2012年12月，本站東南方的南蒲田交差點完成立體化。另外，西口周邊隨著站前廣場的新設，商店街ASUTO因此縮小規模。
2014年，西口站前正在進行廣域的「京急蒲田西口站前地區第一種市街地再開發事業」。2015年12月11日，高層住宅與LIFE京急蒲田站前店等入駐的20層「ASUTO WITH」開幕。同時車站高架下也開設京急store與餐飲店等各專門店、超商（7-Eleven）、大田區觀光情報中心等入駐的商業設施「Wing Kitchen京急蒲田」。車站剪票口層與ASUTO WITH之間有行人空中地盤連結。

### 西口
- 蒲田站（東日本旅客鐵道〈JR東日本〉、東急電鐵） - 本站往西約800公尺，無連絡運輸（日语：連絡運輸）。兩站間有蒲蒲線連接計畫[50]。
- 京濱蒲田商店街ASUTO（日语：京浜蒲田商店街あすと）
- ASUTO WITH
- 口琴橫丁[51]
- 蒲田八幡神社
- 東京誠心調理師專門學校（日语：東京誠心調理師専門学校）
- 警視廳蒲田警察署（日语：蒲田警察署）本廳舍
- 大田年金事務所
- 蒲田醫師會館（日语：東京都医師会）/蒲田醫師會立看護高等專修學校
- 東急STAY（日语：東急ステイ）蒲田

### 東口
- KINEMA通（キネマ通り）商店街
- 東日本銀行（日语：東日本銀行）蒲田支店
- 芝信用金庫（日语：芝信用金庫）蒲田支店
- 大田區產業廣場（日语：大田区産業プラザ） (PiO)  - 蒲蒲線整備計畫中預定在周邊地下禁設南蒲田站（暫稱）[52]。
- 大田區綜合體育館（日语：大田区総合体育館）
- 地域醫療機能推進機構東京蒲田醫療中心（日语：地域医療機能推進機構東京蒲田医療センター）

### 巴士路線
西口廣場與東口站前廣場有巴士站，可搭乘京濱急行巴士與羽田京急巴士的路線巴士。

#### 京急蒲田站（西口廣場）巴士站
- [ 蒲30、31、33、35、36 ] 往JR蒲田站東口（蒲30系統僅深夜班次）

#### 京急蒲田站（東口廣場）巴士站
- [ 蒲30 ] 經大鳥居站往羽田機場第3航廈（僅早晨）
- [ 蒲31 ] 經大鳥居站往羽田機場第1、第2航廈／經大鳥居站、天空橋站往羽田車庫（夜間）
- [ 蒲33 ] 經大鳥居站環八直進往羽田車庫
- [ 蒲35 ] 經大鳥居站往東糀谷六丁目
- [ 蒲36 ] 經大鳥居站往森崎

#### 京急蒲田站入口停留所
- [ 蒲30 ] 經大鳥居站往羽田機場第3航廈（僅早晨）
- [ 蒲31 ] 經大鳥居站往羽田機場第1、第2航廈／經大鳥居站、天空橋站往羽田車庫（夜間）
- [ 蒲33 ] 經大鳥居站往環八直進往羽田車庫
- [ 蒲35 ] 經大鳥居站往東糀谷六丁目
- [ 蒲36 ] 經大鳥居站往森崎
- [ 蒲67 ] 經大森警察（日语：大森警察署）往大森東五丁目
- [ 蒲30、31、33、35、36、67 ] 往JR蒲田站東口（蒲30系統僅深夜班次）

## 延伸閱讀
- 電気車研究会『鉄道ピクトリアル』2002年9月号 No.721
- 京急同趣会「京浜急行電鉄 最近の動き」94 - 95頁（2002年3 - 6月頃の改良工事の写真などを掲載）

## 外部連結
- 京急蒲田站（各站資訊） - 京濱急行電鐵
- 京急蒲田站 站舍高架化事業概要PDF - 2009年12月29日的archive（日語）
- 京濱急行線的連續立體交差事業與有關連的街路事業 - 大田區役所（日語）
- 株式会社大田まちづくり公社 （页面存档备份，存于）（日語）